# Fiskepudding

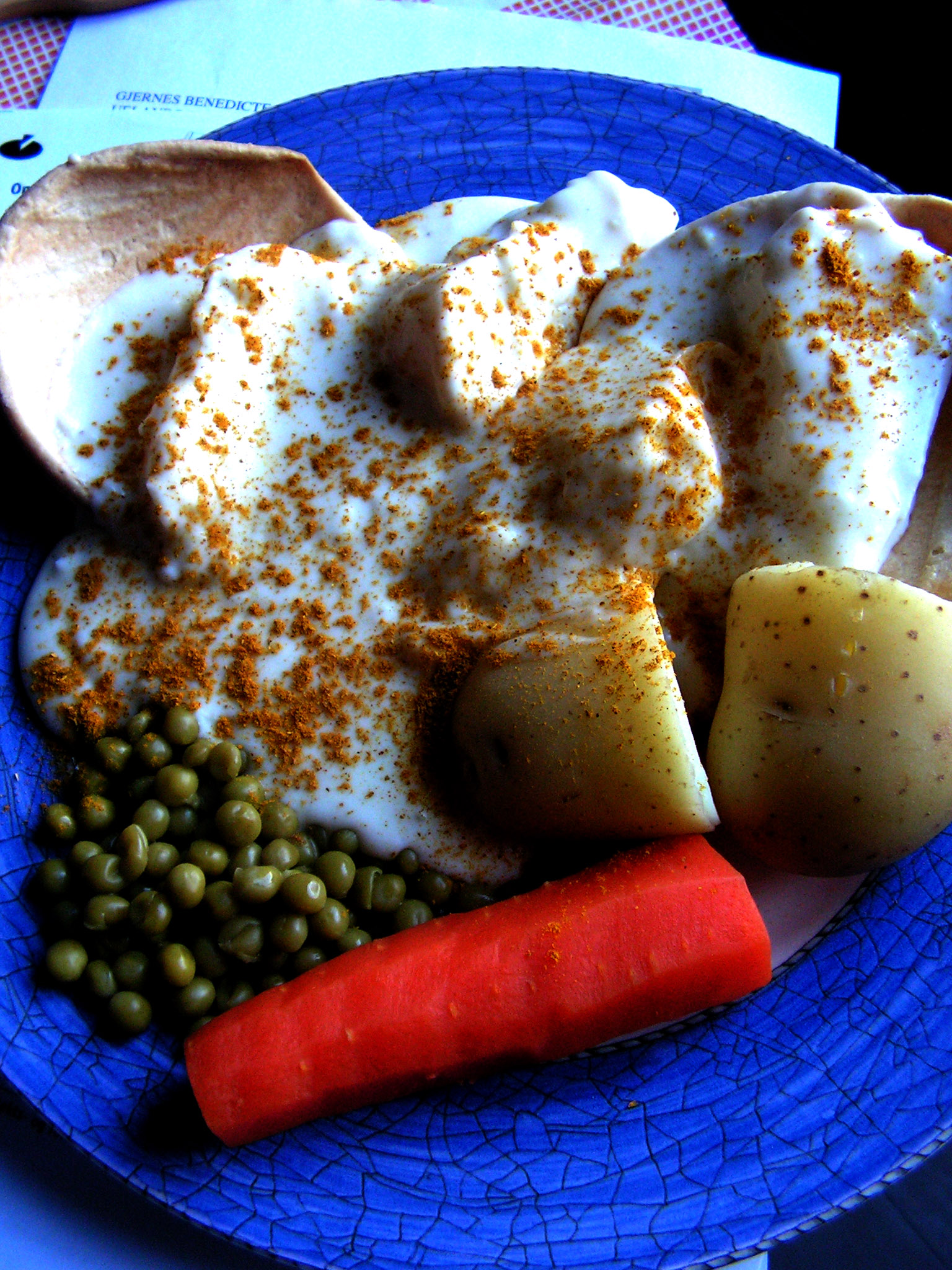
Fiskepudding podany w tradycyjny sposób: z gotowanymi warzywami, rybą i skorupiakami

Fiskepudding – typowe danie kuchni norweskiej, rodzaj puddingu przyrządzanego z mąki i ryb. Jadany bywa zwykle z chlebem lub jako danie główne. Przyrządzany jest w warunkach domowych albo kupowany gotowy w sklepie – pakowany pojedynczo w folię jak gruba kiełbaska lub w formie bloczków na wagę.

## Prosty przepis
Zasugerowano, aby ta sekcja została przeniesiona do Wikibooks. Proponowaną stroną docelową jest Książka kucharska.
Składniki na domowy fiskepudding:
- 1 łyżka miękkiego masła
- 2 łyżki bułki tartej
- 70 dag filetów dorsza lub łupacza (bez skóry)
- 1½ szklanki śmietany
- 2 łyżeczki soli
- 1½ łyżki mąki kukurydzianej

Głęboką foremkę, taką jak do ciasta, wysmarować masłem i równomiernie obsypać bułką tartą. Pokrojone na małe kawałki filety wrzucić do rozdrabniacza i zmiksować na gładką masę. Dodać śmietanę, sól, mąkę i ucierać razem, aż masa stanie się puszysta. Wlać do przygotowanej uprzednio foremki, uważając, aby nie utworzyły się bąble powietrza. Łopatką kuchenną wyrównać wierzch i przykryć szczelnie kawałkiem folii aluminiowej.
Do rozgrzanego do temperatury 180 °C piekarnika wstawić rondel, w nim foremkę z masą budyniową i przygotować kąpiel wodną tak, aby woda sięgała do 3/4 wysokości foremki. Piec w podanej temperaturze około 60–75 minut, sprawdzając, czy woda w rondlu nie wrze zbyt gwałtownie. Budyń będzie gotowy, gdy się lekko zrumieni z wierzchu, a wbita wykałaczka lub widelec będą po wyjęciu suche. Wyjąć foremkę z piekarnika i pozostawić na kilka minut. Odlać nadmiar płynu (jeżeli jest) i okroić nożem budyń od boków foremki. Przewrócić do góry dnem na deskę – powinien łatwo wyjść z formy. Gorący fiskepudding jest już gotowy do jedzenia.

## Odnośniki kulturowe
- Fiskepudding! Lakrisbåter! to tytuł wydanego w 1980 r. albumu norweskiego duetu Knutsen & Ludvigsen, w którego muzyce pojawiają się elementy absurdalnego humoru.
- "Fiskepudding" - utwór zespołu De Press.